# Scott Ian
 (juin 2016).
Si vous disposez d'ouvrages ou d'articles de référence ou si vous connaissez des sites web de qualité traitant du thème abordé ici, merci de compléter l'article en donnant les références utiles à sa vérifiabilité et en les liant à la section « Notes et références ».
Scott Ian Rosenfeld (né le 31 décembre 1963) est le guitariste du groupe de thrash metal américain Anthrax. Il utilise Scott Ian comme nom de scène. Il est également le créateur du groupe crossover thrash Stormtroopers of Death ainsi que le guitariste rythmique du groupe Damnocracy. Il est connu pour sa longue barbiche et ses prestations scéniques énergiques.
Récemment, Scott Ian est apparu sur l'album Feel the Steel du groupe phénomène d'Hollywood Steel Panther. Il a également créé le groupe The Damned Things avec deux membres des Fall Out Boy. Il joue avec Mr. Bungle.

## Discographie

### Albums studio avec Anthrax
- 1984: Fistful of Metal
- 1985: Spreading the Disease
- 1987: Among the Living
- 1988: State of Euphoria
- 1990: Persistence of Time
- 1993: Sound of White Noise
- 1995: Stomp 442
- 1998: Volume 8: The Threat is Real
- 2003: We've Come for You All
- 2011: Worship Music
- 2016: For All Kings

### Albums avec Stormtroopers of Death
- 1992: Live at Budokan (Megaforce Records)
- 1999: Bigger than the Devil (Nuclear Blast Records)
- 2007: Rise of the Infidels (Megaforce Records)

### Album avec The Damned Things
- 2010: Ironiclast
- 2019 : High Crimes

### Album avec Motor Sister
- 2015: Ride

### Album avec Mr Bungle
- 2020 : The Raging Wrath of the Easter Bunny Demo (Ipecac records)

- 2021 : The Night They Came Home (Ipecac Records)

## Anecdotes
- L'acteur de films pornographiques Yannick Dambrine a choisi Ian Scott comme pseudonyme en hommage au guitariste.

- Scott Ian joue un marcheur blanc dans la série Game of Thrones[1].